# James Normington Rawling
James Normington Rawling (Plattsburg, actualment Newcastle, Nova Gal·les del Sud, 27 de juliol de 1898 - Sydney, Nova Gal·les del Sud, 7 de març de 1966) va ser un activista polític i escriptor australià.
Vuitè de nou fills, de pares anglesos, es va educar a la Newcastle High School. El 1916 es va allistar a la força imperial australiana i va servir al front occidental des del 1917, primer amb el 36è Batalló i després amb el 35è. Després d'aquella experiència, la seva abominació de la guerra es va convertir en una força motriu a la seva vida. Després de l'Armistici, Rawling va tornar a Austràlia el juny de 1919. El 1920 va ingressar a la Universitat de Sydney, i durant els anys 1921 i 1922 es va formar com a professor. El 1922 es va casar amb Mary Stewarts. L'any següent va impartir classes a la Crown Street Public School i va començar a exercir de tutor per a la Lliga Educativa Sindical. Posteriorment, també va ensenyar a diversos col·legis.
Rawling va perdre la seva fe religiosa. Es va incorporar al Partit Comunista d'Austràlia (CPA) el 1925. Com a activista i publicista per al partit i les seves organitzacions 'fraternes', va parlar i escriure sobre esdeveniments passats i qüestions contemporànies. Entre els anys 1932 i 1934 va editar World Survey, la revista de la Lliga contra l'Imperialisme, i el 1934-39 War! What For? (més endavant World Peace), l'òrgan del Moviment d'Austràlia contra la Guerra i el Feixisme del qual va ser secretari. El seu fulletó, Who Owns Australia? (1937), gaudí de quatre edicions. El CPA li va encarregar que escrigués The Story of the Australian People (1938-39), una sèrie inacabada de llibrets que es venien a un xíling. Expulsat sobtadament del partit el desembre de 1939 per haver expressat opinions poc ortodoxes, va justificar la seva postura en un article del Sydney Morning Herald del març de 1940.
Durant els següents cinc anys Rawling va treballar com a secretari temporal amb la Junta Metropolitana d'Aigua, Alcantarillat i Drenatge, i també es va dedicar a estudiar la història literària australiana. Després va reprendre la docència, sobretot a escoles privades. La universitat li va concedir honors de segona classe per la seva tesi sobre Daniel Deniehy. La seva perspectiva esquerrana, però, va trobar poca acollida al departament d'història conservadora de Stephen Roberts. Quan el 1947 se li va concedir la beca del Fons literari de la Commonwealth per escriure una biografia de Charles Harpur, els polítics de l'oposició van atacar el govern federal per donar suport a un antic comunista. Dos anys després va aparèixer com a testimoni principal davant la comissió reial victoriana del comunisme. Va dir a la comissió que "el socialisme no s'havia establert a Rússia" i que el comunisme internacional, tal com el va dirigir el Kremlin, era "un perill més gran per a la cultura i la democràcia i la llibertat que fins i tot Hitler i els nazis". Finalment, va publicar la biografia de Charles Harpur el 1962. El llibre, que expressava el seu compromís en el foment de les tradicions culturals d'Austràlia, va rebre crítiques generalment favorables. Els anys 1962 i 1963, com a professor visitant a la Research School of Social Sciences, de la Australian National University, de Canberra, va treballar en la seva història del CPA. El seu manuscrit, i la seva gran col·lecció de fonts sobre les polítiques radicals australianes entre 1869 i 1945, es troben al Centre d'Arxius Noel Butlin (ANU).
Solitari, pacifista radical i ideòleg, Rawling s'havia vist atret al comunisme per la persuasió intel·lectual i per la indignació moral per l'explotació capitalista i imperialista. Després de la seva ruptura amb el CPA, es va sentir frustrat pel seu fracàs a l'hora de trobar feina permanent com a professor o acadèmic, i va creure que estava sent castigat injustament per les seves associacions passades.